# Loughshinny
Loughshinny (en gaèlic irlandès Loch Sionnaigh) és una vila d'Irlanda, al subcomtat de Fingal, a la província de Leinster. Es troba a la costa entre Skerries i Rush. Un dels més famosos trets de Loughshinny és la torre de Martello vora la punta de Drumanagh i unes formacions rocalloses inusuals visibles en alguns passeigs al llarg de la zona costanera.

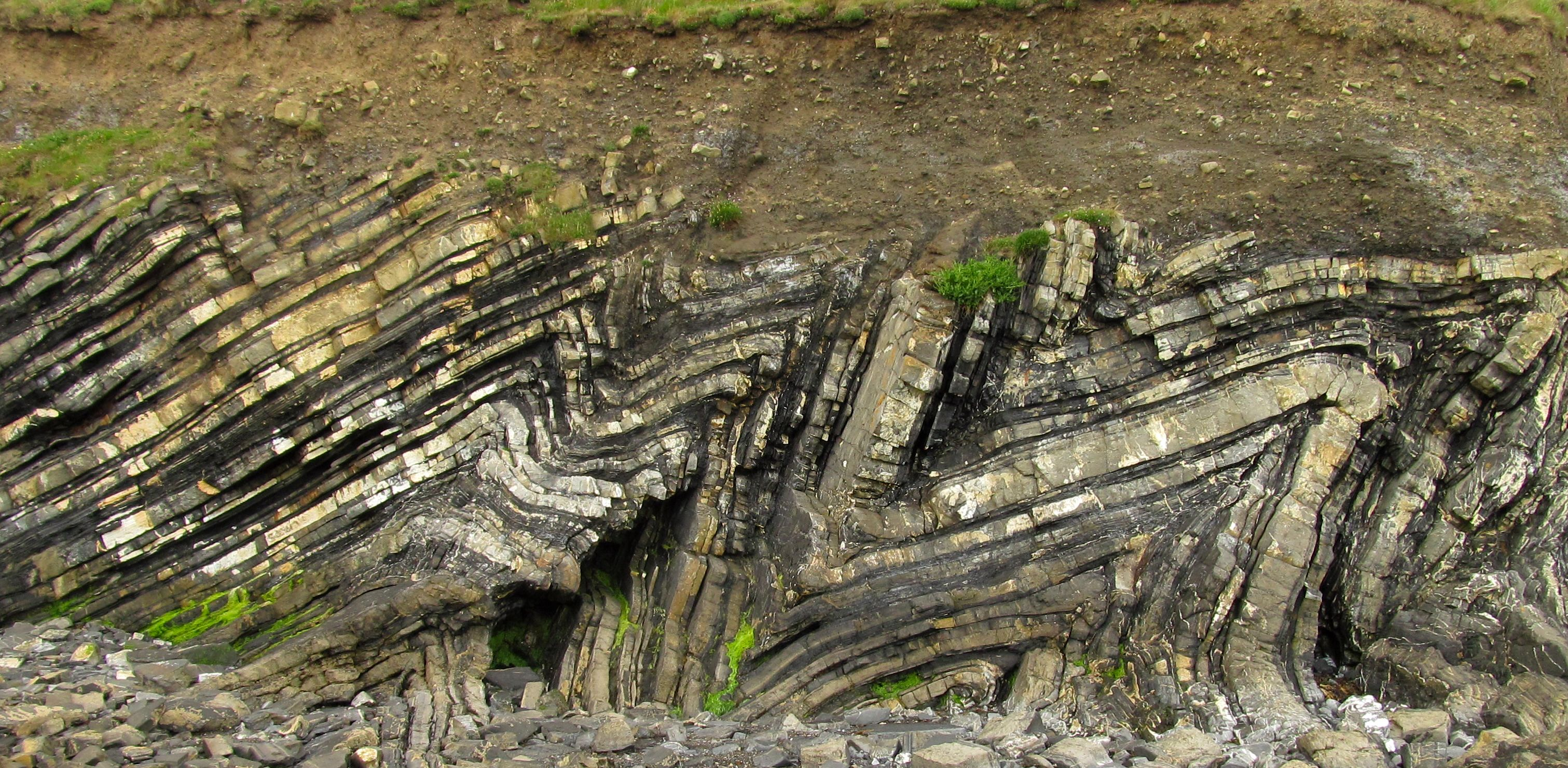
Roques sedimentàries plegades del carbonífer vora Loughshinny

A la punta de Drumanagh hi ha la major fortificació de l'Edat de Ferro on s'ha trobat artefactes de l'era romana. Alguns arqueòlegs han suggerit que la fortificació havia estat un cap de pont per a una campanya militar romana, relacionant-la amb l'Eblana de Claudi Ptolemeu, però d'altres suggereixen que podria tractar-se d'una colònia comercial romana o un assentament nadiu que comerciava amb la Britànnia romana.